# (13739) Nancyworden
(13739) Nancyworden est un astéroïde de la ceinture principale.

## Description
(13739) Nancyworden est un astéroïde de la ceinture principale. Il fut découvert le 16 septembre 1998 à Caussols par le projet ODAS. Il présente une orbite caractérisée par un demi-grand axe de 3,01 UA, une excentricité de 0,07 et une inclinaison de 10,9° par rapport à l'écliptique.

## Compléments